# Béthisy-Saint-Martin
Béthisy-Saint-Martin település Franciaországban, Oise megyében. Lakosainak száma 992 fő (2022. január 1.). Béthisy-Saint-Martin Glaignes, Béthisy-Saint-Pierre, Néry, Orrouy és Rocquemont községekkel határos.

## Népesség
A település népességének változása:
| Lakosok száma | 1123 | 1141 | 1127 | 1060 | 1020 | 1005 | 999  | 989  | 992  |
|               | 2013 | 2015 | 2016 | 2017 | 2018 | 2019 | 2020 | 2021 | 2022 |